# Pterolepis maura
Pterolepis maura är en insektsart som först beskrevs av Bonnet, F.R. 1886.  Pterolepis maura ingår i släktet Pterolepis och familjen vårtbitare. Inga underarter finns listade i Catalogue of Life.